# Thierry Bricaud
Thierry Bricaud, nacido el 8 de noviembre de 1969, es un antiguo ciclista francés, convertido en director deportivo.  La mayor parte de su trayectoria fue amateur y se hizo director en 1998 al dirigir al equipo Bonjour durante 7 años. Desde el año 2006 dirige al conjunto francés FDJ.

## Palmarés
1991
- 1 etapa de la Carrera de la Paz

1995
- 1 etapa de la Mi-Août en Bretagne

1996
- Tro Bro Leon